# Monemvazija
Monemvazija (grško starogrško Μονεμβασία, Monemvasía) je mesto in občina v Lakoniji, Grčija. Staro mesto je na majhnem otoku pred obalo Peloponeza. Otok je približo kilometer dolga, 300 m široka in 100 m visoka planota, s celino povezana z 200 m dolgim nasipom. V srednjem veku je bila na njem močna trdnjava. Ohranjeno je mestno obzidje in več srednjeveških bizantinskih cerkva. Sedež občine je v mestu Molaoi.
Ime je sestavljeno iz grških besed mone in emvasia, kar pomeni "enojen vhod". Po Monemvaziji sta dobila ime grozdje in vino malvazija. Monemvazija ima vzdevka Vzhodni Gibraltar  in Skala.

## Zgodovina

### Zgodnja zgodovina
V antiki Monemvazija ni bila naseljena, v minojski dobi pa je bila morda trgovska postaja, ker jo znani grški popotnik in geograf Pavzanij imenuje "Akra Minoa", kar pomeni "Minojski rt".

### Bizantinci, Benečani in Osmani
Mesto in trdnjavo so ustanovili leta 583 prebivalci s celine, ki so iskali zatočišče med vpadi Slovanov in Avarov v Grčijo. Zgodovina napadov in zasedb Peloponeza je dokumentirana v srednjeveški Kroniki Monemvazije.  
Po 10. stoletju n. št. se je mesto razvilo v pomembno trgovsko in pomorsko središče. Trdnjava se je uspešno upirala invazijam Arabcev in Normanov leta 1147. V trdnjavi je bilo dovolj obdelovalne zemlje, da je prehranila 30 mož. Trdnjava se je po treh letih obleganja leta 1248 častno vdala Viljemu II. Villehardouinu. Ko so Villehardouina po bitki pri Pelagoniji ujeli Grki, je trdnjavo kot del odkupnine dobil bizantinski cesar Mihael VIII. Paleolog. 
V bizantinski posesti je ostala do leta 1460. Postala je sedež cesarskega guvernerja, baza za bizantinske vojne operacije proti Frankom, glavno izvozno pristanišče za vino malvazija in eno od najnevarnejših brlogov gusarjev v Levantu. Cesarji so ji podelili dragocene privilegije, ki so spodbudili Rogerija de Lluria, da je leta 1292 oplenil spodnje mesto. Mesto je leta 1302 izreklo dobrodošlico Katalonski družbi na njeni poti na vzhod. Leta 1397 je morejski despot Teodor I. Paleolog odstavil lokalno vladarsko dinastijo, ki je pozvala na pomoč osmanskega sultana Bajazida I. Turška vojska je na oblast vrnila odstavljeno dinastijo. 
Leta 1419  je skalnati otok prišel v posest Beneške republike, vendar je bil kmalu vrnjen morejskemu despotu. Okoli leta 1401 je bil v mestu rojen zgodovinar Jurij Sfranca. Po padcu Konstantinopla leta 1453 je Monemvazija vzdržala napade Mehmeda II. leta 1458 in 1460, ko je postala edina posest morejskega despota Tomaža Paleologa, kandidata za bizantinski prestol. Despot ni imel vojske, da bi jo branil. Ponudil jo je sultanu in jo nazadnje prodal papežu.
Do leta 1464 je bil v mestu nepomemben papežev predstavnik. Ker papež ni mogel zaščititi mesta, so v mesto sprejeli beneško garnizijo. Pod beneško oblastjo je bilo mesto dokaj cvetoče do podpisa mirovnega sporazuma leta 1502-1503, po katerem so domačini izgubili svojo obdelovalno zemljo. Izvoz živi in vina se je ustavil. Živila so prihajala po  morju ali s turških posesti, vinogradništvo pa je pod osmansko oblastjo skoraj propadlo. Na otoku so še vedno vladali Benečani, po podpisu sporazuma leta 1540 pa so morali zapustiti Monemvazijo in Nauplijo, svoji zadnji posesti na grški celini. Tisti prebivalci, ki niso želeli živeti pod osmansko oblastjo, so dobili zemljo drugje. Osmani so v Monemvaziji vladali do obnove beneške moči leta 1460 in od leta 1715 do 1821. Mesto so preimenovali v Menekşe (Vijolica). Bilo je središče sandžaka (provinca) Morejskega ejaleta.
Mesto je ostalo pomembno trgovsko središče do peloponeške vstaje leta 1770 med  rusko-turško vojno, potem pa je njegov pomen povsem upadel. 
Mesto je bilo izpod osmanske oblasti osvobojeno 23. julija 1821, ko je med grško vojno za neodvisnost v mesto s svojo zasebno vojsko vkorakal Tzannetakis Grigorakis.

### Sodobna Monemvazija
Leta 1971 je sta bila zgrajena most, ki je Monemvazijo povezal s celino, in cestna povezava do avtoceste GR-86. 
Kasneje  se je v mestu začel razvijati turizem. Srednjeveške zgradbe so se obnovile in nekatere preuredile v hotele. 
Leta 1986 e je v mestu snemal film The Wind.

## Geografija
Otok Monemvazija je od celine ločil potres leta 375. Večino otoka tvorita planota, visoka okoli 100 m, in mesto z enakim imenom na jugovzhodnem pobočju planote. Pod mestom je zaliv Palaia Monemvasia. Veliko ulic je ozkih in uporabnih samo za pešce in tovorne osle. Na severozahodu je majhna vas z deset hišami.

## Galerija
- Občina Monemvazija
- Ulica v Monemvaziji
- Glavni trg
- Pristanišče
- Venetian style house
- Stara hiša
- Vhod v trdnjavo
- Ulica v trdnjavi
- Strehe
- Pogled na središče mesta
- Hiša in kip Yiannisa Ritsosa
- Tradicionalne hiše
- Cerkev sv. Nikolaja
- Cerkev Hagija Sofija na vrhu planote